# 湖条れいか
湖条 れいか（こじょう れいか、本名: 堤裕子〈つつみ ゆうこ、堤は旧姓〉、6月12日 - ）は、日本の女優。元宝塚歌劇団・星組トップ娘役。現役時の愛称（姓に由来）はツッツ。
兵庫県神戸市出身。女優の湖条千秋は姉で、宝塚では2年先輩に当たる。

## 来歴・人物
父は生前宝塚歌劇団のオーケストラに在籍していた。姉・湖条千秋との2人姉妹。
大阪府立渋谷高等学校在学中の1973年、2度目の受験で宝塚音楽学校に合格。1975年、61期生として宝塚歌劇団に入団。月組公演『春の宝塚踊り／ラムール・ア・パリ』で初舞台を踏む。同期に朝香じゅん、箙かおる、若葉ひろみ、一原けい、桐さと実らがいる。宝塚入団時の成績は46人中27位。
1976年4月28日、星組へ配属。若手娘役として徐々に頭角を表し、1979年、『アンタレスの星』で新人公演初ヒロイン。1980年には『虹の橋 (宝塚歌劇)』でバウホール公演初ヒロイン。その後、新人公演やバウホール公演でヒロイン役を幾度も演じるなど注目を浴びたが、新人公演卒業（入団7年目）の頃より伸び悩み、後輩たちの後塵を拝する状態が続いた。
1983年、『オルフェウスの窓 -イザーク編-』『アルジェの男』の2作品で薄幸の女性を演じた。同年末、星組トップ娘役に4年後輩の南風まいが就任。湖条は2番手格の娘役として翌1984年の『プラスワン (宝塚歌劇)』の1場面でトップスター峰さを理の相手役を務め、2番手男役山城はるかと組んでのバウホール公演『ラプソディ・イン・ブルー (宝塚歌劇)』で約4年ぶりに主演を果たすなど、再びスポットライトが当たるようになる。
同年6月、『我が愛は山の彼方に』でヒロインの万姫に抜擢され、以後は南風と共に正式なトップ娘役としての待遇を受けた。トップ娘役が固定制となって以降初のダブルトップという状況下、闊達さが魅力の南風・しっとりとした持ち味の湖条という個性の違いは、翌1985年の『哀しみのコルドバ』『西海に花散れど』で活かされた。
1986年7月31日に退団。退団公演『レビュー交響楽』でそれまでとは正反対の役とも言える、少々蓮っ葉だが気のいい娘を演じ、11年間の舞台生活に別れを告げた。
退団後、数年は単発的にディナーショーやコンサートに出演したが本格的な芸能活動は行わず、結婚を機に完全引退。1女の母である。
トップ娘役時代に明石家さんまが湖条のファンだったことを、2015年2月23日放送の痛快!明石家電視台にて、明石家が発言している。

## 宝塚時代の主な舞台

### 初舞台・星組時代
- 1975年

『春の宝塚踊り』 『ラムール・ア・パリ』（月組）
『ベルサイユのばら～アンドレとオスカル～』（花組）
- 1976年

『愛のファインダー』  （関西テレビ） ※テレビドラマ
『ベルサイユのばら III』（星組配属）
『夕陽のジプシー』 『ハッピー・トゥモロー (宝塚歌劇)』
- 1977年

『風と共に去りぬ』
『テームズの霧に別れを』新人公演: ジーン（本役: 月城千晴） 『セ・マニフィーク』
- 1978年

『誰がために鐘は鳴る (宝塚歌劇)』新人公演: ルチア（本役: 玉梓真紀）
『宝花集』 『セ・シャルマン!』新人公演: クララ（本役: 遥くらら）
- 1979年

『南太平洋』リアット （東京宝塚劇場） ※外部出演
『白夜わが愛』 ※東京公演のみ出演
『アンタレスの星』新人公演: メルセデス（本役: 遥くらら） 『薔薇パニック』
『心中・恋の大和路』 禿 （バウホール）
- 1980年

『恋の冒険者たち』ジョアンナ、新人公演: オリヴィア（本役: 東千晃） 『フェスタ・フェスタ』
『虹の橋』レオノーラ姫 （バウホール）
『響け!わが歌』大原女、新人公演: 由布姫（本役: 若宮あいの） 『ファンシー・ゲーム』
『アナトール』ギャブリエル （バウホール）
- 1981年

『小さな花がひらいた』ひろ、新人公演: おゆう（本役: 月城千晴） 『ラ・ビ・アン・ローズ』
『海鳴りにもののふの詩が』お弘 『クレッシェンド!』
- 1982年

『ミル星人パピーの冒険』 『魅惑 (宝塚歌劇)』
『エーゲ海のブルース』シャロン 『ザ・ストーム』
『海鳴りにもののふの詩が』花世 『魅惑』 （地方公演）
『心中・恋の大和路』 鳴渡瀬 （バウホール）
- 1983年

『こぶし咲く春』おぶん 『ラブ・コネクション (宝塚歌劇)』
『オルフェウスの窓』フリデリーケ
『ロンリーハート (宝塚歌劇)』 （バウホール）
『アルジェの男』アナ・ベル 『ザ・ストーム』
- 1984年

『祝いまんだら』 『プラスワン (宝塚歌劇)』シベール
『ラプソディ・イン・ブルー』キャロライン （バウホール）
『我が愛は山の彼方に』万姫 『ラブ・エキスプレス』
『回転木馬』ジュリー （バウホール）
- 1985年

『哀しみのコルドバ』エバ 『ルミエール』
『西海に花散れど』小雪 『ザ・レビューIII』
- 1986年

『レビュー交響楽』オードリー